# 麻生巌
麻生 巌（あそう いわお、1974年7月17日 - ）は、日本の実業家。株式会社麻生 代表取締役社長。

## 来歴
実業家麻生泰の長男として生まれる。5歳まで父方の実家である福岡県飯塚市で育つ。松濤幼稚園、慶應義塾幼稚舎、慶應義塾普通部、慶應義塾高等学校を経て慶應義塾大学法学部（田村ゼミ）を卒業。その後は一橋大学商学部（竹内ゼミ）、慶應義塾大学経済学部経済学科にそれぞれ学士入学。
1997年、慶大経済学部経済学科を首席で卒業。日本長期信用銀行入行して金融商品開発部に配属されたが、翌1998年に退職。1999年から2000年まで、ケンブリッジ大学に留学、国際関係論を専攻。25歳で家業である麻生セメントの監査役に就任して、翌年には取締役となる。その直後、同社は組織改編して社名を株式会社「麻生」とする。取締役として医療事業開発部と新規事業開発部の部長を兼任。2004年7月、グループ全体を統括するグループ経営委員会の委員になった。2005年4月、医療事業本部の本部長。2005年6月、常務。2006年6月、専務。2008年4月、東京支社支社長兼任。2008年10月、副社長となり、医療事業開発部長は退任。2008年4月、不動産事業本部長も兼任。
2010年、父・泰が社長を退き代表権のある会長へ就任したのにともない、後任の社長に就任。

## 家族・親族
第92代内閣総理大臣麻生太郎は伯父。寬仁親王妃信子は叔母。
- 五世祖父：麻生賀郎（庄屋）
- 五世祖父：立花種道
- 五世祖父（父母系とも）：大久保利通（政治家、参議、大蔵卿、内務卿）
- 五世祖母：大久保満寿子
- 五世祖父：三島通庸（政治家）
- 五世祖父：秋月種任（大名、日向国高鍋藩主、筑前守、佐渡守）
- 高祖父：麻生太吉（実業家、政治家）
- 高祖父：加納久宜（政治家、大名、上総国一宮藩主、貴族院議員、子爵、鹿児島県知事）
- 高祖父：竹内綱（実業家、政治家）
- 高祖父（父母系とも）：牧野伸顕（政治家、内大臣、宮内大臣、外務大臣、枢密顧問官、福井県知事、茨城県知事）
- 高祖父：秋月種樹（政治家、公議所議長、幕府学問所奉行、元老院議官、貴族院議員）
- 養高祖父：吉田健三（実業家）
- 曾祖父：麻生太郎【先代】（実業家）
- 曾祖父：吉田茂（外交官、政治家、外務大臣、貴族院議員（勅選）、第45・48・49・50・51代内閣総理大臣）
- 曾祖父：秋月種英（実業家、政治家、貴族院議員、子爵）
- 祖父：麻生太賀吉（実業家、政治家）
- 祖父：武見太郎（医師）
- 父：麻生泰（実業家）
- 大伯父：吉田健一（文学者、作家）
- 伯父：麻生太郎（実業家、政治家、外務大臣、総務大臣、第92代内閣総理大臣）
- 叔母：寬仁親王妃信子（皇族）
- 叔父：武見敬三（政治家）
- 従姉妹：彬子女王（皇族）
- 従姉妹：瑶子女王（皇族）

## 人物
趣味はテレビゲームやカードゲームである。『カルドセプト』や『Demon's Souls』などを好む。ドワンゴ会長の川上量生とは飲み会で知り合い、マジック:ザ・ギャザリングの話題で意気投合、のちにドワンゴの取締役に就任することになった。川上や2ちゃんねる管理人だった西村博之らと焼き肉屋叙々苑でニンテンドーDSに興じることもある。サイバーエージェント社長の藤田晋とも仲がいい。父方、母方の双方から大久保利通の血を継ぎ、2007年末の「Venture（企業家倶楽部）」ではインタビュアーから大久保利通と似ているとの指摘を受けている。

## 略歴
- 1974年7月 - 誕生。
- 1997年4月 - 日本長期信用銀行入行。
- 2000年6月 - 麻生セメント監査役。
- 2001年6月 - 麻生セメント取締役。
- 2001年8月 - 麻生取締役・医療事業開発部部長・新規事業開発部部長
- 2004年7月 - 麻生取締役・グループ経営委員会委員・医療事業開発部部長
- 2005年4月 - 麻生取締役・グループ経営委員会委員・医療事業本部本部長・医療事業開発部部長
- 2005年6月 - 麻生常務取締役・グループ経営委員会委員・医療事業本部本部長・医療事業開発部部長
- 2005年12月 - ドワンゴ取締役
- 2006年6月 - 麻生専務取締役・グループ経営委員会委員・医療事業本部本部長・医療事業開発部部長
- 2008年4月 - 麻生専務取締役・グループ経営委員会委員・医療事業本部本部長・医療事業開発部部長・東京支社支社長
- 2008年10月 - 麻生取締役副社長・グループ経営委員会委員・医療事業本部本部長・東京支社支社長
- 2009年4月 - 麻生取締役副社長・グループ経営委員会委員・医療事業本部本部長・不動産事業本部本部長・東京支社支社長